# Sainghin-en-Weppes
Sainghin-en-Weppes település Franciaországban, Nord megyében. Lakosainak száma 5663 fő (2022. január 1.). Sainghin-en-Weppes Wavrin, Wicres, Don, Billy-Berclau, Annœullin, Bauvin, Fournes-en-Weppes és Marquillies községekkel határos.

## Népesség
A település népessége az elmúlt években az alábbi módon változott:
| Lakosok száma | 5584 | 5614 | 5641 | 5700 | 5586 | 5533 | 5481 | 5597 | 5641 | 5663 |
|               | 2013 | 2014 | 2015 | 2016 | 2017 | 2018 | 2019 | 2020 | 2021 | 2022 |